# Condado de Warren (Kentucky)
O Condado de Warren (em inglês:  Warren County) é um dos 120 condados do estado americano do Kentucky. A sede e maior cidade do condado é Bowling Green. Foi fundado em 1797.
O condado possui uma área de 1 418 km², dos quais 1 403 km² estão cobertos por terra e 15 km² por água, uma população de 113 792 habitantes, e uma densidade populacional de 81,1 hab/km² (segundo o censo nacional de 2010). É o quinto condado mais populoso do Kentucky.
O condado proíbe a venda de bebidas alcoólicas.